# ألفارو دومينغيز
ألفارو دومينغيز (بالإسبانية: Álvaro José Domínguez) هو لاعب كرة قدم كولومبي في مركز الوسط، ولد في 10 يونيو 1981 في El Cerrito, Valle del Cauca ‏ في كولومبيا. شارك مع منتخب كولومبيا لكرة القدم. أما مع النوادي، فقد لعب مع أتلتيكو جونيور وأتليتيكو هويلا وديبورتيفو باستو وديبورتيفو كالي وسامسون سبور ونادي سيون.

## وصلات خارجية
- ألفارو دومينغيز على موقع اتحاد تركيا (لاعب) (الإنجليزية)
- ألفارو دومينغيز على موقع قاعدة بيانات كرة القدم.إي يو (الإنجليزية)
- ألفارو دومينغيز على موقع ناشيونال فوتبول تيمز (الإنجليزية)
- ألفارو دومينغيز على موقع Soccerway.com (الإنجليزية)
- ألفارو دومينغيز على موقع عالم كرة القدم.نت (الإنجليزية)